# 爵士 (變形金剛)
爵士（英語：Jazz）是美國玩具公司孩之寶和日本玩具公司所共同持有的系列變形金剛中之一名虛構角色，在變形金剛的不同作品中多次出現。在G1日版中的名稱為マイスター，直譯為英文是「Meister」。
爵士的角色通常是博派成員，身體以藍色、白色為主，眼睛通常是藍色的鏡片而不是雙眼。

## 動畫登場與配音

### G1系列
在1984年的G1動畫版中，爵士在變形金剛的第一集首次登場。

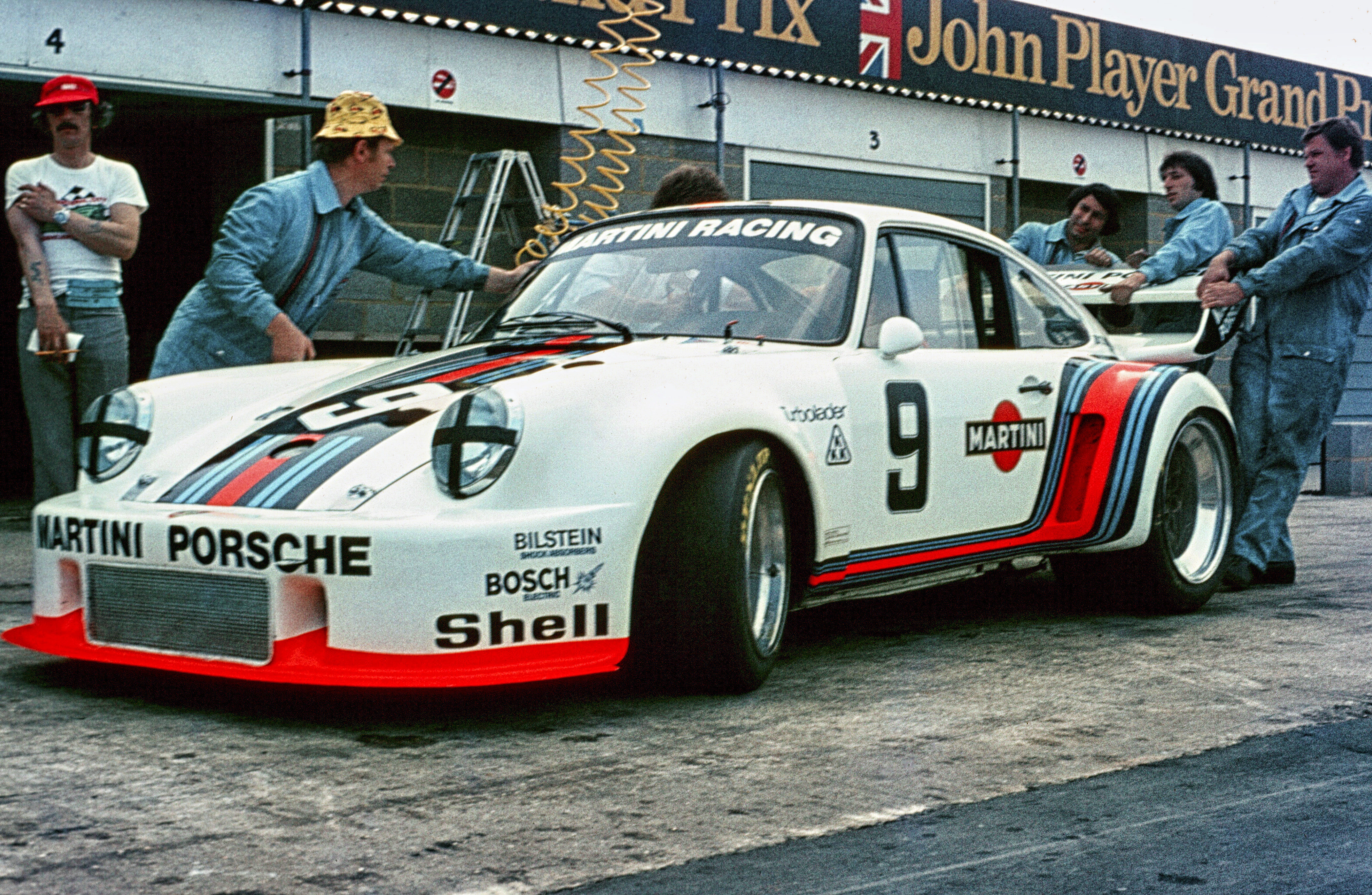
G1爵士車型（保時捷935）

此版本的爵士奠定本角色後來的外型基礎，大致上包括白色和藍色為主的外觀、黑色的頭盔和藍色的眼罩。職位是博派的專員(Saboteur)，不過在日版設定中則是柯博文(Optimus Prime)的副官，因此在日語版配音中於稱呼爵士時特別加上副官的頭銜，成為マイスター( MEISTER )副官。載具模式為保時捷935 Turbo，主要武器是一把名為「光子來福槍」的槍械，但他還具備一項獨特的技能：能夠通過位於腰部的音響裝置（在車輛模式下位於車尾）發出高達180分貝的強烈音樂和閃光，形成一種震撼的「噪音攻擊」，通常用於干擾對手，在第22集〈The Immobilizer〉和第28集〈The Core〉中曾經使用過。此外，爵士可以從右腕伸出一個絞盤，用於攻擊或進行救援任務。
此版本的爵士個性隨和樂天，喜歡地球文化並對地球文化有一定的造詣，特別喜歡地球上的音樂（尤其是搖滾樂），因此爵士個人的「噪音攻擊」特技即是搖滾樂。

#### 配音
就像許多變形金剛早期的角色一樣，G1版本中的爵士配音是有些混亂的。在英語版中，史卡特曼·克洛瑟斯(Scatman Crotherss)是爵士的主要配音員，在大部分的集數中為爵士配音，不過在第38集曾經由配音導演瓦利‧伯爾(Wally Burr)配音，其也曾經為裂雷、飛輪的配音員代班過，而1989年~1990年的電視玩具廣告中則是由密卡登、音波(Sounwave)的配音員法蘭克·威爾克(Frank Welker)配音。日語配音部分，爵士的配音主要由片岡弘貴完成，在第43集曾由堀内賢雄暫時代替，有一些未播放集數則由古澤徹配音，而在1986年的《變形金剛大電影》則是由稻葉實負責，延續到《變形金剛：頭領戰士》則改由平野正人配音。

#### 玩具
在G1動畫系列中，就像許多其他角色一樣，爵士在動畫中的造型、設定與實際販售的玩具有些許的差異。在動畫中，當爵士變形成機器人形態時，其車門會折疊到背部。然而，在玩具目錄和STUDIO OX的插畫裡，爵士的車門被設計成展開成翼狀的形態。不過G1系列爵士的玩具確實可以模仿動畫中的設定，在機器人模式時將車門折疊至背後。
在2023年的變形金剛玩具產線「變形金剛：傳承(Transformers: Legacy - Evolusion)」的支線系列「萬眾矚目大黃蜂(Buzzwothy)」，中推出了爵士在動畫第一集中展示的賽博坦型態。

#### 劇情表現

##### 《變形金剛》(Transformers)
爵士在早期的變形金剛系列中作為博派常駐角色相當活躍。
第1話〈More Than Meets the Eye Part 1》中以賽博坦型態登場。從偵察任務中歸來，對柯博文傳達了賽博坦星的現狀，並且為了確保能源資源而向柯博文建議進行宇宙探索活動。在墜落到地球四百萬年後復活，之後以柯博文左右手身分活動。
第4話〈Transport to Oblivion〉中載著史派克在街上察覺到異變，第14話〈Countdown to Extinction》中抓到了狂派(Decepticon)的磁帶金剛雷射鳥(中視譯為偵查鳥，Leserbeak），使用車内的錄音機播放偵查鳥錄到的內容，得知天王星(Starscream)的企圖。第20話〈Attack of the Autobots〉中密卡登潛入博派基地將洗腦機器裝入能源補給裝置中，進行能源補給的博派都被洗腦成為惡人，爵士與同樣沒有被洗腦大黃蜂(Bumblebee)一起為了讓同伴們恢復正常而奮戰。第27話〈A Prime Problem〉中密卡登(Megatron)做出柯博文的複製人時、爵士與同伴們發現捨棄史派克的是複製體、而救助史派克的則是柯博文本尊。在第42話〈The God Gambit〉戲份尤為突出，該集中為了救出宇宙飛碟(Cosmos)，而和奧米茄(Omega Supreme)、感應者(Perceptor)一起前往土星的衛星泰坦六號，並與當地居民Talariat成為朋友，阻止被當地居民稱為天空神(Sky Gods)的天王星等一眾狂派的野心。

#### 《變形金剛大電影》
在1986年上映的《變形金剛大電影》中，爵士與躍崖者(Cliffjumper)一起在博派位於月球的基地─月球基地一號(MOON BASE1)上監視狂派，但是隨後遭到尤尼克隆(Unicron)襲擊整顆月球並被捕時，最後被丹尼爾救出。

#### 變形金剛第三季
在接續電影播出的變形金剛第三季，在日本稱之為《變形金剛 2010》中，爵士參加了第1話中舉辦第1次銀河奧林匹克中的三千公尺障礙賽跑。在原版中得到破紀錄的第一名，在日版優勝橋段卻被減掉。之後鮮少登場並毫無台詞，原因是因為在美國版中替爵士配音的史卡特曼·克洛瑟斯在1986年不幸過世。

#### 《變形金剛：頭領戰士》
在1987年播出的《變形金剛：頭領戰士》中，爵士只有在初期幾話中登場。在賽博坦星遭到狂派襲撃之際，擔任柯博文的護衛，顯示其在柯博文戰死後，在博派位於地球的基地博派城市(Autobot CIty)中協助城市指揮官馬格斯(Ultra Magnus)的工作。

#### 戦え!超ロボット生命体トランスフォーマー ザ☆コミックス(尚無中文翻譯)
本做事日本的變形金剛G1漫畫的合集。爵士在兒童雜誌TV誌版變形金剛第1部的第4話開始登場，迎擊在日本橫濱出現的狂派，在天王星的炮擊之下苦戰。在第2部《超ロボット生命体物語ザ☆トランスフォーマー》的第3話擔任大都會(Metroplex)的通訊官。

#### トランスフォーマー スターゲート戦役(尚無中文翻譯)
星門戰役是漫畫家津島直人編繪的原創G1漫畫。爵士從第1話〈FIRST CONTACT〉開始登場，造型近似玩具版。開頭柯博文的典禮中，注意著其他沒有專心的同伴。

### 《變形金剛：源起》
爵士在2024年的電影中做為一個客串性質的配角出場。一開始和奧萊恩‧派克斯(Orian Pax)和D-16一樣、都是被移除變形齒輪的超能量體礦工，一開始因為一場工安意外而失去一隻小腿。
本作中的爵士在獲得齒輪前後的造型都和其G1動畫中的經典形象相當類似，藍白色的主色調、黑色的頭盔和藍色的單一目鏡，而在獲得齒輪後、背後出現類似翅膀的構造。由伊凡·麥克·李（Evan Michael Lee）聲演。

## 聯合宇宙世界觀
聯合宇宙世界觀是孩之寶在2010年代推動的一個概念，目的是希望將變形金剛的相關作品整合在同一個世界觀中。此世界觀包含動畫、電玩、小說、設定集等等，如下表所列。
| 年份      | 標題                                                              | 性質     |
| --------- | ----------------------------------------------------------------- | -------- |
| 2010      | 《變形金剛：賽博坦之戰》(Transformers: War For Cybertron)         | 電玩遊戲 |
| 2010      | 《變形金剛：征途》(Transformers: Exodus)                          | 小說     |
| 2010~2013 | 《變形金剛：領袖之證》(Transformers Prime)                        | 電視動畫 |
| 2011      | 《變形金剛：流亡》(Transformers: Exiles，台灣未出版)              | 小說     |
| 2011~2016 | 《變形金剛：救援機器人》(Transformers: Rescue Bots)               | 電視動畫 |
| 2012      | 《變形金剛：賽博坦的殞落》(Transformers: Fall Of Cybertron)       | 電玩遊戲 |
| 2013      | 《變形金剛：普萊瑪斯聖約》(Transformers: The Covenant of Primus)  | 設定集   |
| 2014      | 《變形金剛：懲罰》(Transformers: Retribution)                     | 小說     |
| 2014      | 《變形金剛：暗火崛起》(Transformers: Rise of the Dark Spark)      | 電玩遊戲 |
| 2014~2020 | 《變形金剛：領袖的挑戰》(Transformers: Robot In Disguise)         | 電視動畫 |
| 2019~2021 | 《變形金剛：救援機器人學院》(Transformers: Rescure Bots Accademy) | 電視動畫 |

### 變形金剛：賽博坦的殞落
在遊戲中出場，此版本的爵士有牽引光束的特殊能力，與擁有光學迷彩能力的跳崖者一起搭檔登場。由特洛伊‧貝克(Troy Baker)聲演，與博派同伴天火(Jetfire)、狂派昆蟲金剛反衝(Kickback)共用同一名配音員。

### 變形金剛：暗火崛起
在本作中，時間設定在為前作《變形金剛：賽博坦的殞落》之前。遊戲中爵士登場在與柯博文一同前往救援被擄走的跳崖者的關卡。

### 變形金剛：領袖的挑戰
在2018年的動畫篇中，爵士在其中三集客串登場，分別是〈Can You Dig It?〉、〈Enemy of My Enemy〉和〈Freedom Fighters〉。在本作中的造型相當貼近G1、但配合本作的美術風格。眼睛的部分、通常設定的藍色目鏡改為可掀起的鏡片、平時則是兩隻正常的雙眼。變形成跑車，個性風趣，因為很「酷」而被側掃(Sideswipe)崇拜。在本作中由阿里夫.S‧金臣(Arif S. Kinchen)聲演。

## 真人電影系列
在該系列作品，爵士僅登場於第一集電影，並在電影後段遭到密卡登撕成兩半而亡，載具型態為龐蒂亞克Solstice。此版本的爵士設定和G1日版一樣，為柯博文的副官，不過外型稍有不同，整體以銀色為主，臉部則維持單一的目鏡而非雙眼。由大流士·麥克雷(Darius McCrary)聲演，說話有街頭黑人腔調，在劇中柯博文也藉山姆對爵士的口音疑問解釋他們是透過網路學習地球的語言。
在2019年推出大師級玩具，編號為MPM-9(Master Piece Movie 9)，可以在機器人型態將上下半身拆開、配合MPM-08的密卡登重現電影第一集中、爵士被殺死的畫面。